# Cuspidaria apodema
Cuspidaria apodema is een tweekleppigensoort uit de familie van de Cuspidariidae. De wetenschappelijke naam van de soort is voor het eerst geldig gepubliceerd in 1916 door Dall.